# 송정중학교 (광주)
송정중학교(松汀中學校)는 대한민국 광주광역시 광산구 송정동에 위치한 공립 중학교이다.

## 학교 연혁
- 1936년 4월 1일 : 송정 농업 실수학교 인가(남)
- 1944년 4월 7일 : 송정 여자 실수학교 인가(여)
- 1944년 5월 7일 : 송정 여자 실수학교 개교(여)
- 1946년 11월 21일 : 송정중학교 개교(남)
- 1946년 11월 27일 : 송정여자중학교 6학급 인가
- 1996년 3월 1일 : 송정중학교와 송정여자중학교 통합
- 1999년 3월 1일 : 송정중학교와 본량중학교 통합
- 2001년 3월 1일 : 송정중학교와 금북중학교 통합
- 2025년 1월 8일 : 제80회 131명 졸업(총 졸업생 35,640명)
- 2025년 3월 1일 : 제34대 박추련 교장 취임
- 2025년 3월 4일 : 제83회 입학식(신입생 163명)

## 참고 자료
- 송정중학교 - 한국교육학술정보원 학교알리미